# Un'intesa perfetta
| Recensione | Giudizio |
| ---------- | -------- |
| Rumore     |          |

(da Mappe della libertà, 2008)
Un'intesa perfetta è un album del gruppo hip hop italiano Assalti Frontali uscito nel 2008.

## Il disco
Progetto degli Assalti Frontali registrato a Torino nello studio Casasonica tra febbraio e aprile 2008, a diciotto anni dal primo album ufficiale.
La canzone Enea super rap è stata reincisa con un nuovo testo, rivisitato dagli stessi Assalti Frontali: il rap di Enea - No Gelmini Day and Night. Il remake è diventato la colonna sonora delle contestazioni contro i tagli del decreto 137 e della legge 133 (la cosiddetta Riforma Gelmini).

## Formazione e musicisti
Accanto a Militant A, da sempre voce degli Assalti Frontali, in questo disco troviamo anche Pol G e Glasnost dei Brutopop alla voce e Bonnot ai suoni. La produzione artistica è di Ale Bavo e Assalti Frontali.

## La copertina
Dall'intervista di Lidia Ravviso a Militant A:
Domanda: "In alto il Jolly Roger", come mai la scelta di questo simbolo per la copertina del nuovo disco e quale "Intesa perfetta" suggella?
Risposta: "Il Jolly Roger è la bandiera dei senza bandiera, è il vessillo che alzavano i pirati, gente che non riconosceva autorità né poteri di nessuno, gente che aveva un'organizzazione interna di totale democrazia e anarchia, c'era solo un capo in caso di battaglia, insomma, nella rovina e perdita di senso di molti simboli, ci piaceva l'idea di ritirare fuori il teschio. Indica una volontà di arrembaggio, è un segno di non arrendevolezza. È vero che è un po' abusato e commercializzato, ma il nostro è più cattivo, è in tre dimensioni, sembra vero, non è per niente rassicurante e divertente. L'intesa perfetta di cui si parla è quella che si vive proprio in momenti di lotta, momenti magici che creano una comunità. In questo mondo crudele e che porta alla solitudine, per noi ci sono tanti momenti di intesa perfetta".

## Tracce
1. È come respirare  - (W. Buonanno - L. Mascini, musica: Bonnot, scratch: DJ Baro, Esx-1: Bonnot, chitarra: Bonnot)
2. Mappe della libertà  - (W. Buonanno - L. Mascini, piano, chitarra e basso: Bonnot)
3. Senza resa  - (W. Buonanno - L. Mascini, musica: Bonnot, chitarre: Nino Azzarà, KP3: Bonnot)
4. La mia crew  - (A. Bavo, W. Buonanno - L. Mascini, musica: Ale Bavo e Bonnot, piano & synth: Ale Bavo, chitarre: Nino Azzarà, basso, KP3: Bonnot)
5. Che ora è  - (W. Buonanno - L. Mascini, musica: Bonnot, synth: Pol G, Esx-1: Bonnot)
6. Enea super rap - feat. Michele "Demaestro" Ranauro  - (W. Buonanno - L. Mascini, musica: Glasnost, microkorg: Pol G, piano: DeMaestro)
7. C'est la banlieue - (W. Buonanno - L. Mascini, musica: Bonnot, chitarre: Nino Azzarà, basso, KP3: Bonnot)
8. Giù le lame - (W. Buonanno - L. Mascini, musica: Bonnot, chitarre, basso, synth: Bonnot)
9. Nell'indotto - feat. Willy Valanga (3menti3mende) - (W. Buonanno - L. Mascini, musica: Bonnot, chitarre: Nino Azzarà, synth: Max Casacci)
10. Dal Buiaccaro - (W. Buonanno - L. Mascini, musica: Bonnot, chitarre, basso, synth: Ale Bavo)
11. No smoking area - (W. Buonanno - L. Mascini, musica: Glasnost)
12. Un'intesa perfetta - (W. Buonanno - L. Mascini, M. Casacci, musica: Max Casacci, chitarre: Max Casacci, synth: Ale Bavo)